# Q-Tip
Q-Tip (nacido como Jonathan Davis Nueva York, Estados Unidos, 10 de abril de 1970) es un rapero, productor discográfico y actor estadounidense. Además es el antiguo líder del grupo de hip hop A Tribe Called Quest. Se convirtió al islam a mediados de los 90 y cambió su nombre a Kamaal Ibn John Fareed. La Q de Q-Tip se refiere a Queens, el barrio donde creció. Él también se refiere a sí mismo como "The Abstract".

## Biografía
Además de trabajar con su popular y exitoso grupo de hip hop influenciado en el jazz, Tip también produjo (bajo su nombre de producción The Abstract o a menudo como parte de The Ummah, colectivo de producción formado por Ali Shaheed Muhammad, compañero de él en Tribe, y el ya fallecido Jay Dee de Slum Village) a artistas como Nas ("One Love", Illmatic, 1994), Mobb Deep ("Give Up the Goods" (Just Step), The Infamous, 1995) e incluso a las super divas Mariah Carey ("Honey", "Butterfly" 1997) y Whitney Houston ("Fine", "Greatest Hits"). Además, ha aparecido en incontables ocasiones como artista invitado en canciones de Nas, Mobb Deep, Janet Jackson, Missy Elliott, The Roots, Busta Rhymes, Mos Def, Kanye West, De La Soul, Mark Ronson, Big Daddy Kane, Black Eyed Peas, DJ Shadow, Raphael Saadiq, The Chemical Brothers, R.E.M., Deee-Lite y Beastie Boys.
Tras disolverse A Tribe Called Quest en 1998, Q-Tip dio comienzo a su carrera en solitario. Sus primeros singles (influenciados en el pop), "Vivrant Thing" y "Breathe & Stop", estaban muy lejos de asemejarse al trabajo realizado como miembro de Tribe, como su álbum debut Amplified, bajo Arista Records. En 2002, su siguiente disco fue Kamaal the Abstract, y aunque críticamente aclamado, nunca fue liberado oficialmente debido a una falta de petición comercial. En 2006, Q-Tip lanzará Live at the Renaissance, en el que se incluye el tema "For the Nasty" producido por The Neptunes y con la colaboración vocal de Busta Rhymes. Esta canción también aparece en la banda sonora del NBA Live 06.
A principios de 2004, Q-Tip firmó un nuevo contrato discográfico con Motown Records. Sus colaboraciones más recientes han sido con DJ Shadow ("Enuff" del álbum de 2006 The Outsider, con Lateef the Truthspeaker); R.E.M. ("The Outsiders" del Around The Sun de 2004); y The Chemical Brothers (el sencillo "Galvanize", del Push the Button de 2005).
También ha aparecido en varias películas como Prison Song, Poetic Justice y She Hate Me, así como en televisión, en Chappelle's Show.
Trabajo en tres ocasiones diferentes con el reconocido guitarrista de jazz estadounidense Kurt Rosenwinkel. Una como coproductor en el álbum de Rosenwinkel Heartcore, aportando también algunas ideas para el disco, y en las otras dos ocasiones, Rosenwinkel fue quien grabó en Kamaal the Abstract y Renaissance.
Actualmente reside en Englewood Cliffs, un suburbio de Nueva Jersey.

## Discografía

### Álbumes

#### En solitario
- 1999: Amplified
- 2008: Open The Mixtape: Abstract Innovations
- 2008: The Renaissance
- 2009: Kamaal the Abstract
- 2013: Thank you (Busta Rhymes)
- 2015: The Last Zulu

#### Con A Tribe Called Quest
- 1990: People's Instinctive Travels and the Paths of Rhythm
- 1991: The Low End Theory
- 1992: Revised Quest for the Seasoned Traveller
- 1993: Midnight Marauders
- 1996: Beats, Rhymes and Life
- 1998: The Love Movement
- 2016: We Got It from Here... Thank You 4 Your Service

### Sencillos
- 2000: "Breathe & Stop" (US #71, UK #12)
- 2000: "Vivrant Thing" (US #26, UK #39)
- 2000: "Let's Ride" (US)
- 2005: "For The Nasty" (Q-Tip con Busta Rhymes)
- 2008: "Gettin' Up"
- 2008: "Move"
- 2013: "A Little Party Never Killed Nobody (All We Got)" (Fergie + Q-Tip + GoonRock) (US # 77)

Colaboraciones
- 1990: "Groove Is In The Heart" (Deee-Lite & Q-Tip)
- 1997: "Got 'til It's Gone" (Janet Jackson con Q-Tip & Joni Mitchell) (UK #6)
- 1998: "Body Rock" (con Q-Tip, Mos Def & Tash) (de Lyricist Lounge Vol. I)
- 1999: "Get Involved" (Raphael Saadiq & Q-Tip) (UK #36)
- 2005: "Galvanize" (The Chemical Brothers con Q-Tip) (UK #3)
- 2006: "Like That" (Black Eyed Peas con Q-Tip, Talib Kweli, Cee-Lo, & John Legend)
- 2006: "The Frog" (Sérgio Mendes con Q-Tip & Will.I.Am)
- 2006: "Enuff" (DJ Shadow con Lateef the Truthspeaker & Q-Tip)
- 2009: "Chocolate Box" (Prince, Q-Tip)
- 2010: "Bang Bang Bang" (Mark Ronson con Q-Tip & MNDR)
- 2013: "Thank You" (Busta Rhymes con Lil Wayne, Q-Tip & Kanye West)
- 2013: "Nakamarra" (Hiatus Kaiyote con Q-tip)
- 2014: "Meltdown" (Stromae con Lorde, Pusha T, Q-Tip & Haim)
- 2015: "Go" (The Chemical Brothers con Q-Tip)

## Películas
- 1993: Poetic Justice
- 2000: Disappearing Acts
- 2001: Prison Song
- 2004: She Hate Me